# Heteroxenia ghardaqensis
Heteroxenia ghardaqensis is een zachte koraalsoort uit de familie Xeniidae. De koraalsoort komt uit het geslacht Heteroxenia. Heteroxenia ghardaqensis werd in 1940 voor het eerst wetenschappelijk beschreven door Gohar. 